# Encarnación Ruano Ruiz
Encarnación Ruano Ruiz (Ciudad Real, 8 de febrero de 1938-Madrid, 26 de septiembre de 2000) fue una arqueóloga española, autora del primer corpus de escultura humana ibérica en el mundo ibérico, y socia fundadora de la Asociación Española de Amigos de la Arqueología. También fue profesora ayudante de clases prácticas de Historia Antigua de España en la antigua Universidad de Madrid (actual Universidad Complutense de Madrid), colaboradora de la Biblioteca Nacional de España y del Instituto Balmes de sociología del CSIC. Además participó en numerosas excavaciones arqueológicas en distintos lugares de España.

## Biografía y trayectoria profesional
Nació en Ciudad Real el 8 de febrero de 1938; era hija de Encarnación Ruiz, de origen murciano, y Ernesto Ruano, militar de origen madrileño. Estudió la educación básica en el Colegio Decroly de Madrid. Después obtuvo el título de Maestra de enseñanza primaria en 1957. Al mismo tiempo, lo compaginó con la licenciatura en Filosofía y Letras (sección Historia), graduándose en 1961. Realizó el doctorado en la Universidad Autónoma de Madrid entre 1983 y 1987, con la tesis titulada La escultura humana de piedra en el mundo ibérico dirigida por María Rosario Lucas Pellicer.
Una vez acabados sus estudios trabajó en la Facultad de Geografía e Historia de la Universidad de Madrid, actual Universidad Complutense de Madrid. En 1960 fue nombrada Profesora Ayudante de clases prácticas de Historia Antigua de España, hasta 1964 cuando nació su hija Raquel. Volvió a ejercer el puesto de 1965 a 1968.
Entre 1960 y 1961 también colaboró en la Biblioteca de la Facultad de Filosofía y Letras de la misma universidad. Así como en la Biblioteca Nacional de Madrid, trabajando en el libro: “Libro de Las Relaciones de Felipe II”.
En 1963 obtiene un contrato en el Instituto Balmes de Sociología, perteneciente al CSIC, para trabajar en la recogida y ordenación de datos sociológicos de las provincias de Cuenca, Guadalajara, Soria y Teruel. Volvió a trabajar para este instituto en 1966, esta vez en temas relacionados con el Reino de Castilla.
Además en 1963 recibe una Beca de Iniciación a la Investigación por parte de la Comisaría de Protección Escolar del Distrito, de la Universidad de Madrid.
En cuanto a las excavaciones arqueológicas, en 1967 participó en las excavaciones de la necrópolis y la villa romana de Aguilafuente (Segovia), dirigidas por Rosario Lucas Pellicer y Vicente Viñas Torner. En 1968 colabora en el yacimiento de El Puig de Castellet (Gerona), bajo la dirección de la profesora adjunta de la Universidad de Madrid, Carolina Nonell. En 1977, 1978 y 1987 participó en los trabajos de la necrópolis de El Cigarralejo (Murcia), dirigido por Emeterio Cuadrado. También participó en las excavaciones de los yacimientos de Cerro de las Losas, en Talamanca del Jarama (Madrid), en 1973, bajo la dirección de María Ángeles Alonso, y Castro de la Dehesa de la Oliva, en Patones (Madrid), trabajos dirigidos por Gonzalo Muñoz Carballo.
En 1968 había empezado a participar en la Asociación Española de Amigos de la Arqueología, y en 1970 forma ya parte de la Junta Directiva.
Así mismo participó en la organización de congresos como La baja época de la cultura Ibérica, o la Mesa Redonda sobre Megalitismo Peninsular. También dio varias conferencias y fue autora de numerosas publicaciones como artículos, libros, catálogos de museos, actas de congresos, trabajos monográficos.

## Homenajes
En 2002, el Boletín de la Asociación Española de Amigos de la Arqueología, de la que formó parte, le dedicó un número especial, el 42, como homenaje tras su fallecimiento en el año 2000 bajo el título Homenaje a la Dra. Dña. Encarnación Ruano.

## Publicaciones
- Ruano Ruiz, E. (1987). La escultura humana de piedra en el mundo ibérico, Madrid.
- Ruano Ruiz, E. y Lucas Pellicer, R. (1990). Sobre la arquitectura ibérica de Cástulo (Jaén): Reconstrucción de una fachada monumental, Archivo Español de Arqueología, 63 (161-162), 43-64.
- Ruano Ruiz, E. (1992). El mueble ibérico, Madrid.
- Ruano Ruiz, E. (1996). Las cuentas de vidrio prerromanas del Museo de Ibiza y Formentera. Serie de Treballs del Museu Arqueologic d’ Eivissa i Formentera, 36, Eivissa.
- Ruano Ruiz, E. (2000). Las cuentas de vidrio halladas en España desde la Edad del bronce hasta el mundo romano, Madrid.